# Hypodryas unifasciata
Hypodryas unifasciata är en fjärilsart som beskrevs av Cauel 1944. Hypodryas unifasciata ingår i släktet Hypodryas och familjen praktfjärilar. Inga underarter finns listade i Catalogue of Life.